# Gierałtowice (Silezië)
Gierałtowice is een dorp in het Poolse woiwodschap Silezië, in het district Gliwicki. De plaats maakt deel uit van de gemeente Gierałtowice en telt 4 800 inwoners.